# Коробівка
Коробі́вка — село в Україні,у Золотоніському районі Черкаської області. Входить до складу Золотоніської міської громади. Населення — 1155 осіб (2001).
Село розташоване у Дніпровій заплаві за 10 км на південний захід від районного центру — міста Золотоноша та за 13 км від залізничної станції Золотоноша I.

## Археологічні знахідки
На околиці Коробівки в урочищі Прусська виявлено поселення епохи неоліту (III—V тисячоліття до н. е., Дніпро-донецька культура), поселення та сліди чотирьох поселень доби бронзи (I—III тисячоліття до н. е.). У Бурдоносівці знайдено сліди двох неолітичних стоянок (III—V тисяч років до н. е., Дніпро-донецька культура), а також скупчення кераміки сарматського типу (II—IV століття до н. е.).

## Назва
Довго побутувала теорія що село назване за прізвищем першого поселенця — Короба. Але за останніми даним мешканці найстарішого села Липівське приходили сюди й заготовляли в лугах липову кору, плели короби й носили в Черкаси до замку на продаж. Саме такий короб і зображений на гербі села (герб є промовистим).

## Історія
Коробівка виникла в середині XVII століття. В історичних документах згадується у 1681 році як козацьке село Домантівської сотні.
У 1721 році посполитих було віддано колишньому сердюцькому полковникові Андрію Ковбасі. У 1750 році в Коробівському дівочому монастирі (існував на початку — в середині XVIII століття неподалік від Святого Озера за 3 км від Коробівки) переховувалися гайдамацький ватажок Іван Вовк та його товариші.
У Коробівці була Миколаївска церква.
Село є на мапі 1812 року.
У 1817 році відкрито початкову церковнопарафіяльну школу. 1833 року селяни побили дідича Платківського, 1856 року вчинили самовільний поруб панського лісу. У 1858 році селянські землі захоплено поміщиком Х. Деркачем.
Село відоме своїми революційними традиціями. До 1905 року в Коробівці були неорганізовані селянські заворушення, а 18 жовтня 1905 року жителі села підтримали Золотоніське збройне повстання.
У 1927 році, під час примусової колективізації, у селі створюються колгоспи: «Незаможник», «Червоний хлібороб», «Воля», які 31 грудня 1929 році об'єдналися в одне господарство — імені Сталіна. У передвоєнні роки колгосп досяг значних успіхів у розвитку сільськогосподарського виробництва, за що його у 1940 році було нагороджено дипломом ІІ ступеня ВДНГ CPCP.
268 жителів села брали участь у радянсько-німецькій війні, 195 з них загинули, 84 удостоєні урядових нагород. У 1943 році після відвоювання села колгосп було відновлено.
У 1962 році на базі колгоспу імені Сталіна створено спеціалізований колгосп «Червона зірка», який у 1976 році реорганізовано в Коробівський держплемптахозавод.
Станом на 1972 рік у селі мешкало 1 128 людей. Працювали середня школа, клуб, бібліотека з фондом 8,4 тисяч книг, фельдшерсько-акушерський пункт, дитячі ясла, стаціонарна кіноустановка, їдальня, 4 крамниці, комбінат побутового обслуговування, готель, стадіон.

## Населення

### Мовний склад
Рідна мова населення за даними перепису 2001 року:
| Мова       | Чисельність, осіб | Доля     |
| ---------- | ----------------- | -------- |
| Українська | 1 087             | 94,11 %  |
| Російська  | 67                | 5,80 %   |
| Інше       | 1                 | 0,09 %   |
| Разом      | 1 155             | 100,00 % |

## Сучасність
У селі збудовано Будинок культури зі спортивним залом, торговий центр, школу, 4 12-квартирних будинки, 2 — 8-квартирних, 1 — 16-квартирний.

## Пам'ятки природи
- Кединогірський заказник — ботанічний заказник місцевого значення.
- Коробівський заказник — ботанічний заказник місцевого значення.

## Відомі люди
Багато жителів села удостоєні державних нагород та відзнак, зокрема: Володимир Юхимович Колос, Надія Кирилівна Гай, Антон Андрійович Нор, Марія Василівна Гвоздь.
- Крупка Назар Олександрович (1980-2016) — правозахисник, учасник АТО.

## Галерея

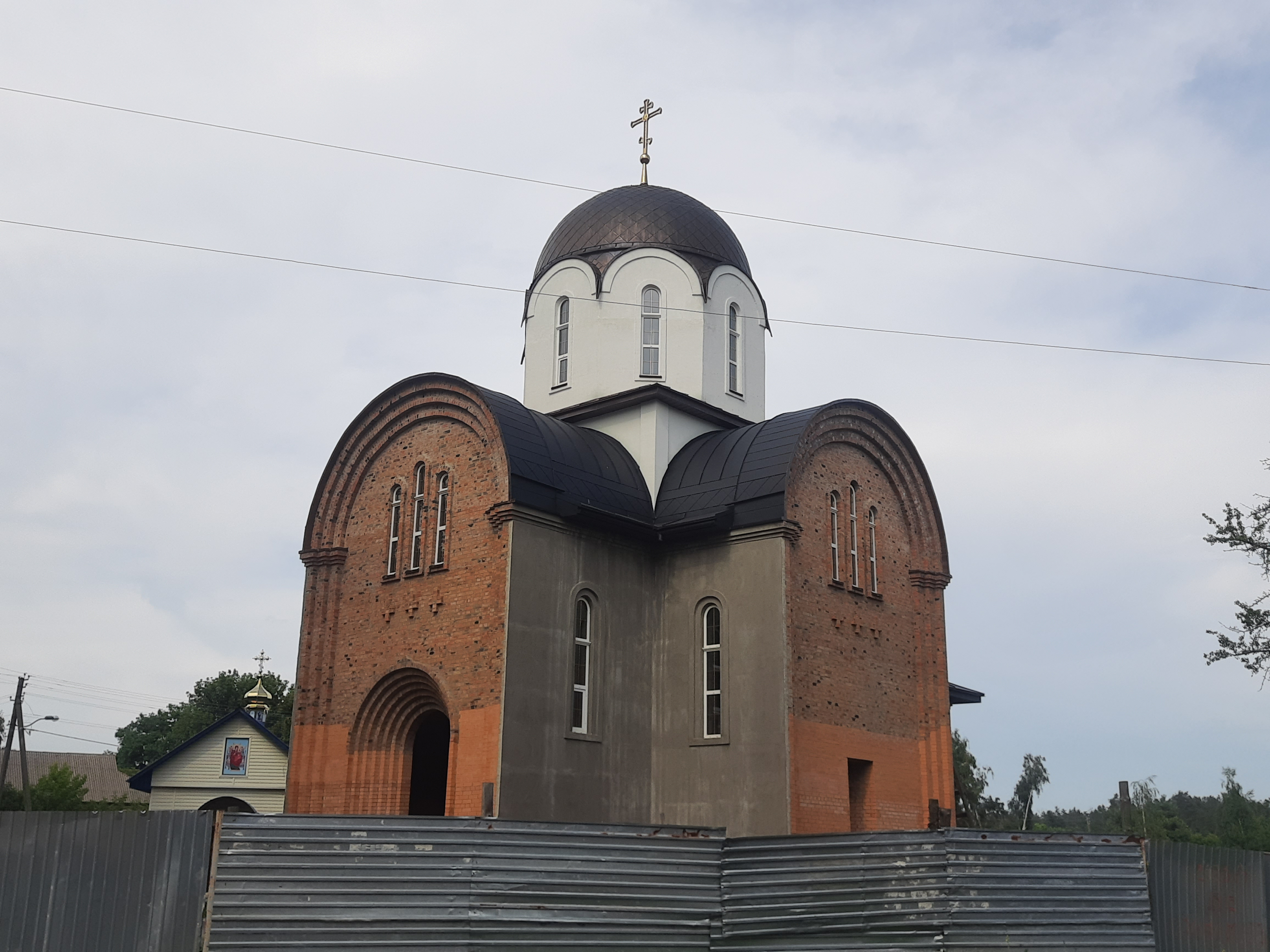
Михайлівська церква
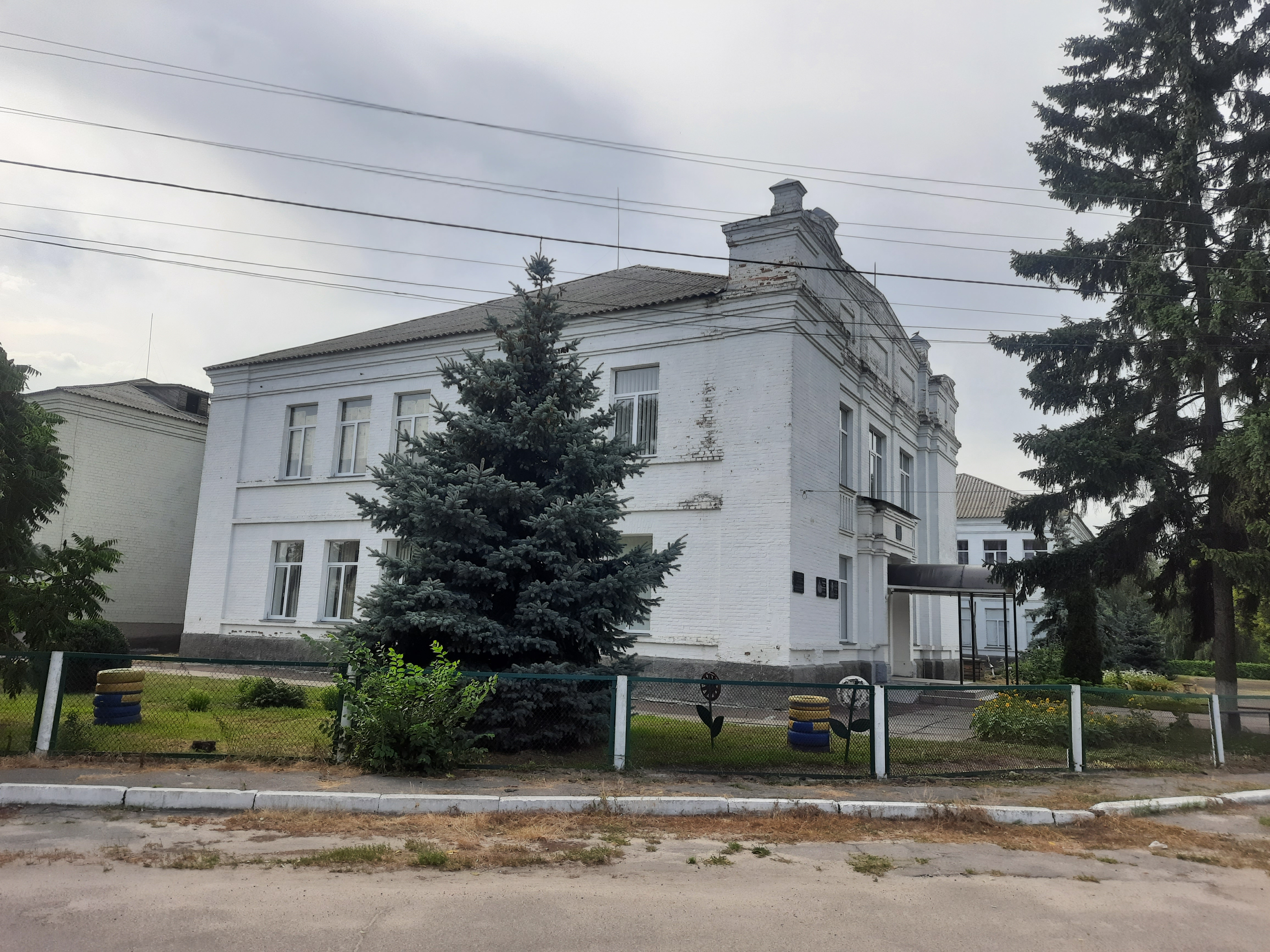
Школа
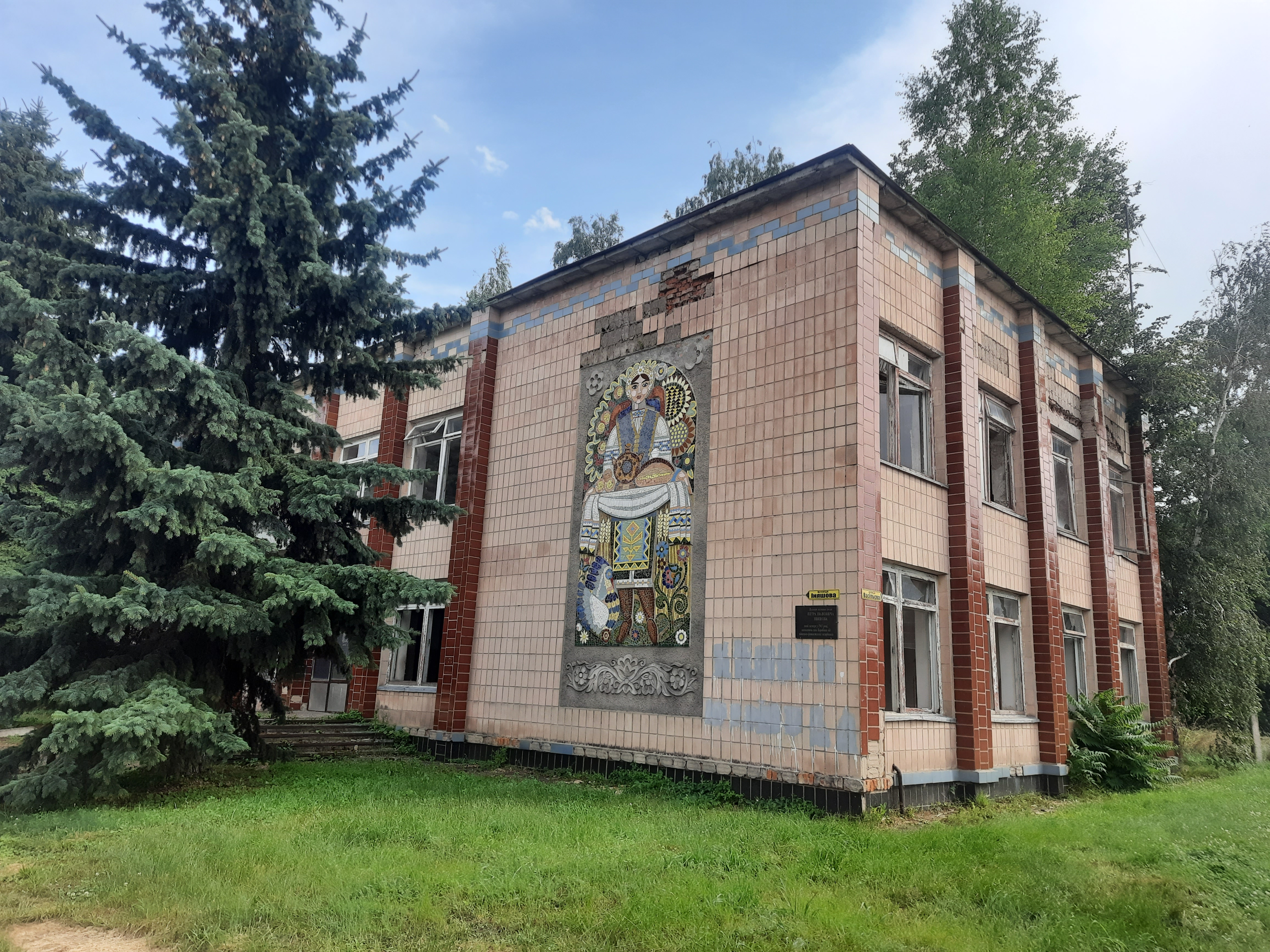
Будівля колишньої контори

### Ресурси інтернету
- Інфрормація про село на who-is-who.com.ua